# Rosate

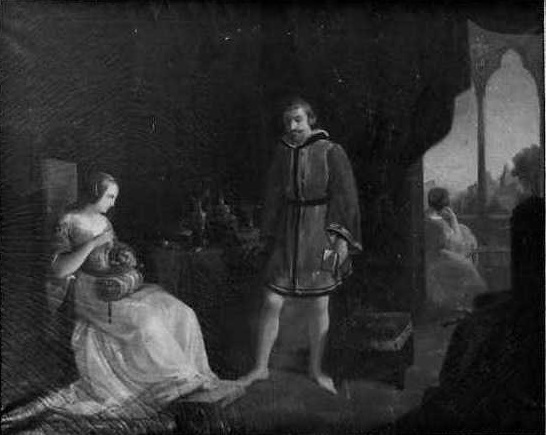
Bice del Balzo på Rosate slott, Vincenzo Petrocelli, olja på duk, 1840

Rosate är en ort och kommun i storstadsregionen Milano, innan 31 december 2014 i provinsen Milano, i regionen Lombardiet i Italien. Kommunen hade 5 846 invånare (2018).